# Meteora
Los Monasterios de Meteora (en griego: Μετέωρα Μοναστήρια, Metéora Monastíria; es decir, en español, Monasterios suspendidos del cielo, Monasterios suspendidos en los aires o Monasterios en el cielo) están localizados en la unidad periférica de Tríkala, en la llanura de Tesalia, al norte de Grecia. En concreto, se encuentran en las proximidades de Kalambaka, en el valle del río Peneo, al norte de Tríkala.
Están clasificados como Patrimonio de la Humanidad por la Unesco desde el año 1988. Son construcciones sobre la cumbre de masas rocosas grises (de arenisca y conglomerado), talladas por la erosión y llamadas Meteora. Se encuentran a una altitud de 600 metros y están habitados desde el siglo XIV.
Estos monasterios cristianos ortodoxos son un importante lugar del monacato ortodoxo griego.

## Geología

### Origen mítico.

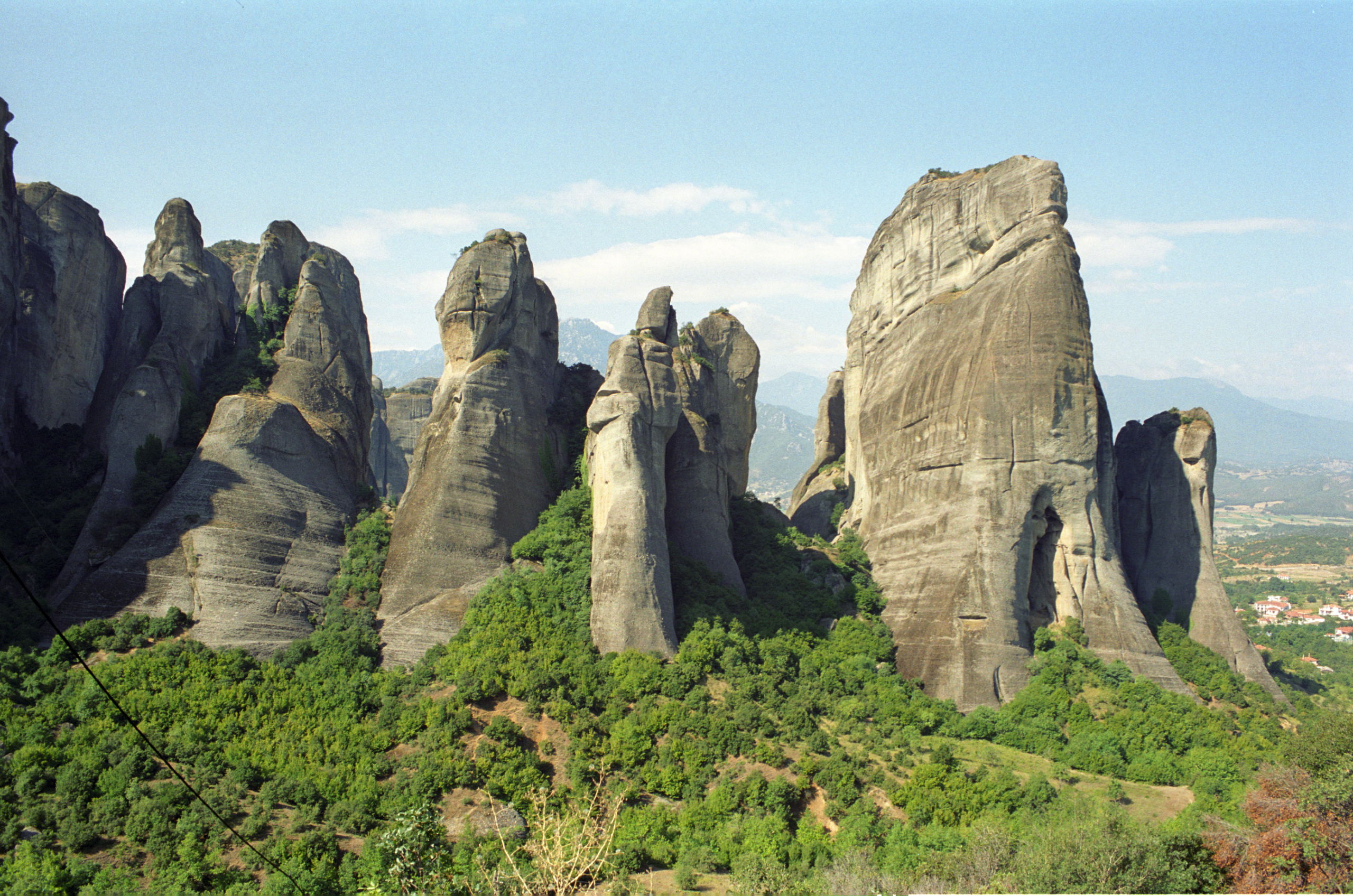
Montañas de Meteora.

Las formaciones rocosas donde se construyeron los monasterios serían según los antiguos escritos cristianos "las rocas enviadas por el cielo a la tierra" para permitir a los griegos retirarse y rezar.

### Origen geológico
En el emplazamiento de estas imponentes masas rocosas se encontraba, hace millones de años, un gran río que desembocaba en el golfo de Tesalónica. Posteriormente, este río encontró una nueva salida en el mar Egeo y el delta fluvial, bajo la acción de los terremotos que lo levantaron y la erosión del conjunto, dio lugar a este peculiar y bello paisaje de pilares (torreones naturales o tolmos).

## Historia

### Antigüedad
Las cuevas de Meteora fueron habitadas de manera continuada hace entre 50.000 a 5.000 años. La estructura más antigua es una pared de sillares pétreos que cerraban la entrada a la cueva de Teopetra, realizada hace 23.000 años, probablemente como protección ante las bajas temperaturas (se estaba produciendo una edad de hielo), además de encontrarse diversos artefactos de época Paleolítica y Neolítica.
Meteora no es mencionada en la literatura griega ni en ninguno de sus mitos clásicos. Las primeras evidencias de ocupación humana tras la prehistoria fueron un grupo de monjes ascetas quienes, en el siglo IX, se trasladaron a las históricas cumbres. Habitaron en pequeños huecos y fisuras de los peñiscos, algunos de hasta 550 metros de altura. Esto permitió que los monjes llevaran una vida completamente aislada y solitaria, reuniéndose únicamente los domingos y días especiales para rezar en la capilla a los pies de una roca conocida como Dhoupiani.
A comienzos del siglo XI, los monjes comenzaron a habitar en el interior de las cuevas de Meteora. Sin embargo, los monasterios no empezaron a construirse hasta el siglo XIV, cuando los religiosos tuvieron que refugiarse ante los numerosos ataques del Imperio otomano en Grecia.

### Monasterios
La fecha exacta del establecimiento de los monasterios se desconoce. A finales del siglo XI y principios del XII, se realizó una rudimentaria estructura monástica llamada el skete de Stagoi (Kalambaka) alrededor de la iglesia de Theotokos. A finales del siglo XII, una comunidad ascética comenzó a llegar en masa a Meteora.
En 1344, Atanasio Koinotivis del monte Athos llegó con un grupo de seguidores a Meteora. Entre 1356 y 1372, fundó el monasterio del Gran Meteoro en una ubicación idónea, ya que los monjes estaban seguros de posibles altercados políticos y mantenían controlado el acceso. Está situado a 613 metros sobre el nivel del mar y esconde una iglesia de estilo bizantino que atesora las reliquias del fundador y unos valiosos frescos policromados que relatan las persecuciones y martirios que sufrieron los cristianos. La única manera de entrar era subiendo por una gran escalera, que los monjes podían replegar cuando se sentían amenazados.
A finales del siglo XIV, el gobierno del Imperio bizantino en Grecia se vio amenazado por los exploradores otomanos que anelaban el control de la fértil llanura de Tesalia. Los ermitaños, buscando refugio ante el avance turco, decidieron que los peñascos de Meteora eran el lugar idóneo. Se construyeron en torno a 24 monasterios, de los cuales se conservan seis en funcionamiento, cuatro masculinos, dos femeninos, con menos de diez miembros en cada uno.
En 1517 Teófanes de Creta construyó el monasterio Varlaam, que decía albergar un dedo del apóstol Juan y el omóplato del apóstol Andrés. El acceso a los monasterios fue deliberadamente complicado. La manera de alcanzar dichas posiciones era a través de escaleras de mano y, hasta el siglo XVII, la manera de proveerse de comida y atraer fieles era a través de cestas y cuerdas.
En 1921, la reina consorte de Rumanía María de Sajonia-Coburgo-Gotha visitó Meteora, convirtiéndose en la primera mujer a la que se le permitió el acceso al monasterio del Gran Meteoro. En la década de 1920 se realizó una mejora de acceso a los monasterios: se esculpieron escalones en los peñascos y se construyó un puente en la llanura cercana.

### Destrucción nazi

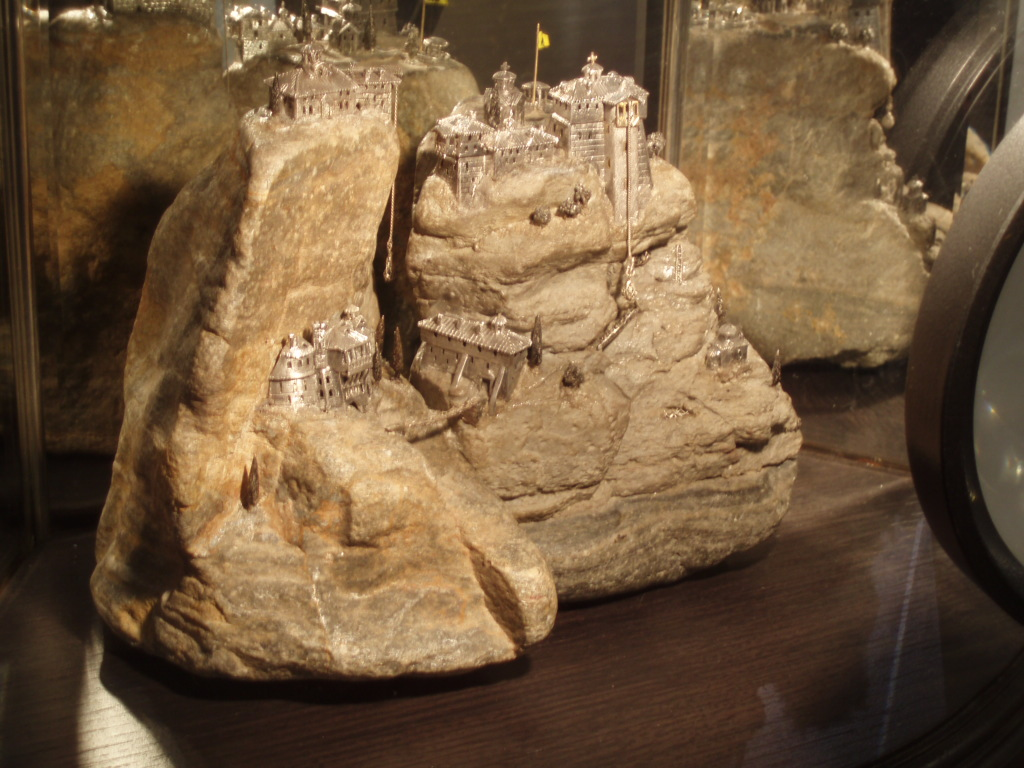
Maqueta histórica de los monasterios de meteora-Μετεώρων.

Un gran número de los monasterios fueron destruidos o arruinados en el transcurso de la Segunda Guerra Mundial por las tropas alemanas, debido a que la resistencia griega se refugió en ellos durante la invasión a Grecia y posterior ocupación militar.

## Lista de monasterios
Solo seis monasterios están actualmente en uso (cuatro son masculinos y dos son femeninos):
- Monasterio de San Nicolás, (Αγιος Νικόλαος, Àgios Nikólaos).
- Monasterio de San Esteban, (Αγιος Στέφανος, Àgios Stéfanos).
- Monasterio de la Santísima Trinidad, (Αγία Τριάδα, Agía Triada).
- Monasterio del Gran Meteoro (Μεγάλο Μετέωρο, Megálo Metéoro), (Μονή Μεταμορφώσεως, Moní Metamorfóseos) o de la Transfiguración.
- Monasterio de Roussanou, (Ρουσάνου).
- Monasterio Varlaam, (Βαρλαάμ).

## Rodajes y cultura popular

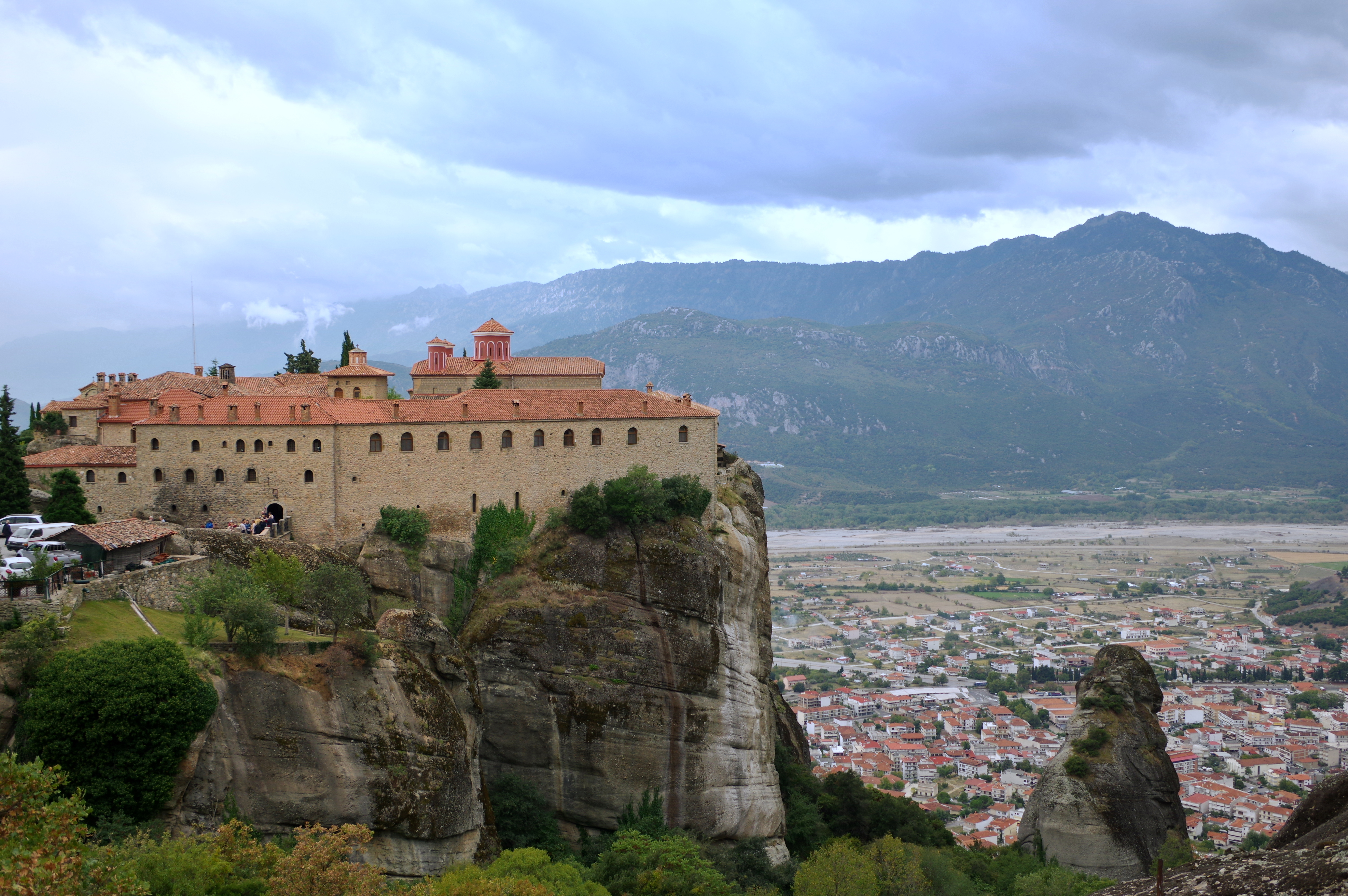
Monasterio de Agios Stefanos.

- La película La sirena y el delfín de 1957 fue rodada parcialmente en Meteora.[9]
- La película Tintín y el misterio del Toisón de Oro (1961) del director francés Jean-Jacques Vierne.
- La película Sky Riders (1976).[10]
- En el monasterio de la Santísima Trinidad se rodó la película Solo para tus ojos (1981) del director John Glen, perteneciente a la saga de James Bond.[9]
- Uno de los circuitos de carreras del juego de SNES Top Gear 2 corresponde a Meteora.
- La primera entrega de la saga de videojuegos Tomb Raider se inspiró indudablemente en Meteora para crear su sección de Grecia, especialmente su inicio en el monasterio "St. Francis' Folly"
- El álbum de Linkin Park Meteora (2003) está basado en los monasterios después de quedar impresionados al visitarlos.[11]
- Uno de los personajes de la novela Guerra mundial Z (2006) del autor Max Brooks encuentra refugio ante los zombis en Meteora.[12]
- Michina, lugar protagónico en la película Pokémon: Arceus y la Joya de la Vida (2009), está basado en Meteora.[13]
- La serie de HBO Juego de Tronos (2011) se inspiró en Meteora para recrear The Eyrie (El nido de águilas).[14]
- La película Meteora del director Spiros Stathoulopoulos (2012).[15]

## Turismo
La salida de la visita turística se hace desde la ciudad de Kalambaka. Un circuito de 17 km, aproximadamente, permite dar la vuelta a los monasterios.
La entrada a los monasterios no es gratuita. Hay que pagar 3 euros por cada monasterio. Todos pueden visitarlos con las salvedades de utilizar ropa que cubra la desnudez del cuerpo. Las mujeres, sin embargo, no pueden llevar pantalones, sino faldas largas. Si no la tienen, se les presta una tela a la entrada a modo de falda. Los horarios de visita generalmente se sitúan alrededor del mediodía. En estos recorridos se pueden ver pinturas, vestimentas y objetos históricos de los monasterios.